# Кассанье, Жак Жозеф Франсуа
Жозеф Кассанье (имя при рождении — Жак-Жозеф-Франсуа Кассанье, фр. Jacques-Joseph-François Cassanyès; 12 ноября 1758, Кане-ан-Руссильон, — 22 апреля 1843, там же) — французский государственный деятель.
Был избран в Конвент от Перпиньяна, где голосовал за смерть Людовика XVI. В 1793 году был занят в военных действиях французов сперва в Пиренеях, а затем и в Альпах. В сентябре 1795 года избран в Совет пятисот. В 1799—1800 годах начальник администрации департамента Восточные Пиренеи. После Реставрации был изгнан как цареубийца, жил в испанском городке Эскала рядом с французской границей. Смена власти в 1830 году позволила ему вернуться домой. Оставил «Записки».